# Matteuccia
Genre
Synonymes
- Pentarhizidium Hayata[2]
- Pteretis Hayata[2]
- Pterilis Raf.[2]
- Pterinodes Siegesb. ex Kuntze[2]
- Riediea Mirb.[2]

Matteucia est un genre de fougères de la famille des Onocleaceae, des Dryopteridaceae ou des Woodsiaceae selon les classifications.

## Liste des espèces
Selon Tropicos (17 février 2024) :
- Matteuccia cavaleriana 	(Christ) C. Chr.
- Matteuccia intermedia 	C. Chr.
- Matteuccia japonica 	(Hayata) C. Chr.
- Matteuccia nodulosa 	(Michx.) Fernald
- Matteuccia orientalis 	(Hook.) Trevis.
- Matteuccia pensylvanica 	(Willd.) Raymond
- Matteuccia pubescens 	(Terry) Clute
- Matteuccia struthiopteris (L.) Tod.